# Jaime Ruiz Sacristán
Jaime Ruiz Sacristán (Ciudad de México, 27 de octubre de 1949 - ibídem, 12 de abril de 2020) fue un empresario mexicano, quien se desempeñó como Presidente del Consejo de Administración de la Bolsa Mexicana de Valores desde 2015 hasta su muerte en 2020. 

## Biografía
Tras licenciarse en Administración de Empresas por la Universidad Anáhuac, realizó una maestría en Administración de Empresas por la Northwestern University, en Evanston, Illinois. 
En 2003 fundó el Banco Ve por Más (B×+), asumiendo la presidencia del Consejo de Administración de dicha entidad desde julio de 2003 hasta su fallecimiento. En marzo de 2011 fue nombrado presidente de la Asociación de Bancos de México (ABM), cargo en el que estaría hasta marzo de 2013.
El 13 de marzo de 2020 dio positivo a COVID-19 después de un viaje a Nueva York por lo que fue hospitalizado. Falleció el 12 de abril a los setenta años en el Hospital Ángeles del Pedregal de la Ciudad de México, por la enfermedad que adquirió en el contexto de la pandemia de COVID-19.
Fue hermano del político y empresario Carlos Ruiz Sacristán.